# Graseckbahn

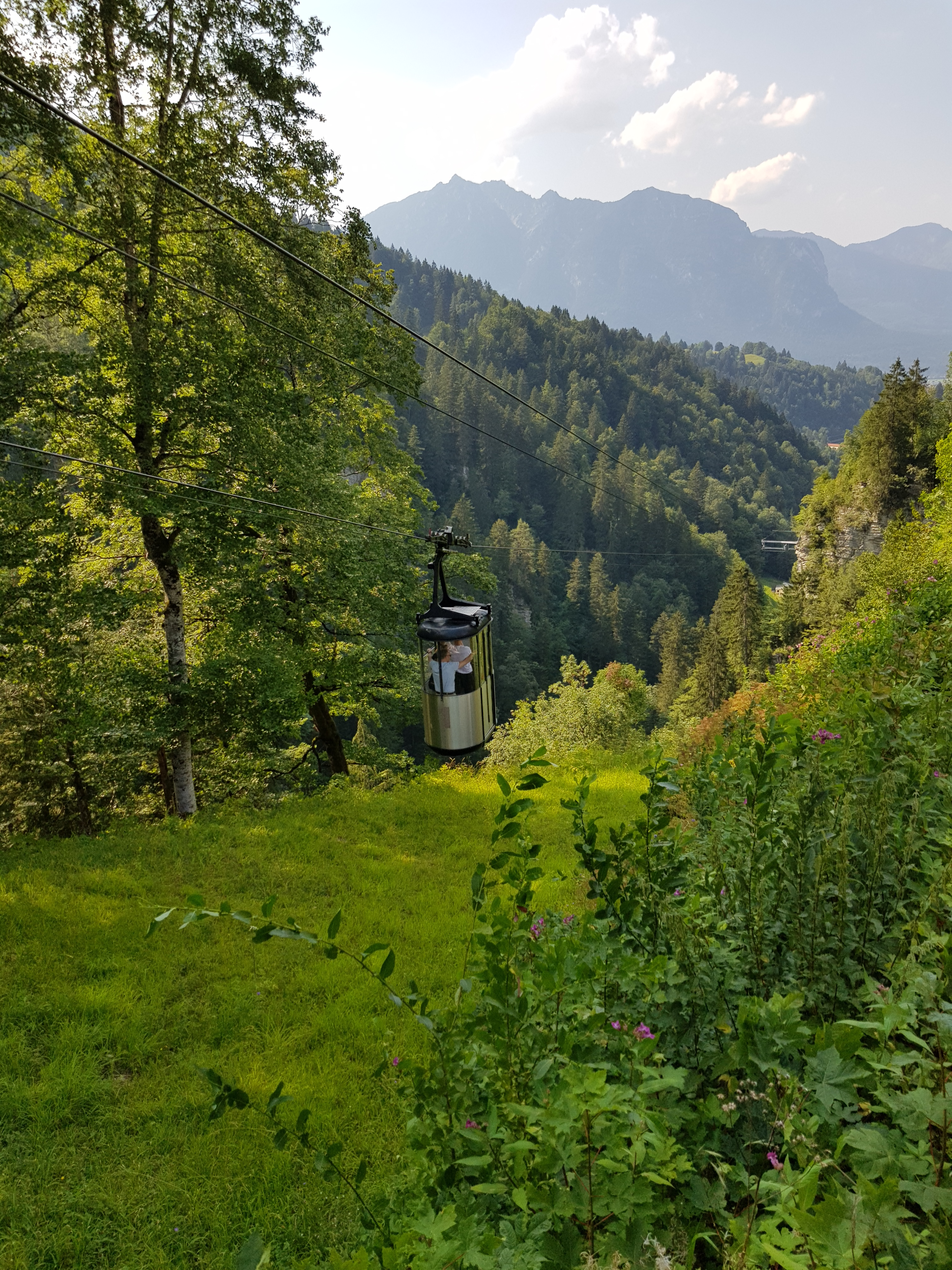
Historische Graseckbahn

Die Graseckbahn ist eine Luftseilbahn, welche in der Nähe von Garmisch-Partenkirchen von der Partnachklamm zum Forsthaus Graseck verläuft. 1953 wurde die erste Graseckbahn in Betrieb genommenen, welche Anfang 2024 durch einen Neubau ersetzt wurde.

## Geschichte
Die erste Seilbahn wurde 1953 nach den Plänen des Seilbahnkonstrukteurs Karl Peter errichtet. Es wurde bei dieser Anlage eine vollautomatische Seilbahn ohne Wagenbegleiter erbaut, nachdem Karl Peter eine Demonstrations- und Versuchsanlage in Batschuns zuvor errichtet hatte und bei der Seilbahn Bergbahn Lech–Oberlech in praktischen Versuchen die Betriebssicherheit nachgewiesen hatte. Die Graseckbahn war die erste automatische Kleinseilbahn Deutschlands.
Einzigartig an der historischen Graseckbahn war ihre waagerechte Trassenstütze, die an der senkrechten Felswand neben der Bahntrasse befestigt ist – bei Einweihung eine Weltneuheit.
2014 wurden beide Kabinen saniert. Ende 2023 hat die historische Graseckbahn, zu diesem Zeitpunkt die älteste Kleinkabinenbahn der Welt, ihren Betrieb eingestellt. Seit Juni 2023 erfolgte parallel zum Betrieb ein Neubau mit leicht versetzter Trassenführung und senkrechter Trassenstütze. Die zwei Kabinen bieten nun Platz für 6–8 Personen (statt 4–6 vorher) und ermöglichen auch Materiallieferungen für das an der Bergstation gelegene Hotel.
Die historische Graseckbahn gehört zu den Baudenkmälern in der bayerischen Denkmalschutzliste, Berg- und Talstation sowie Querstütze dürfen nicht verändert werden. Das Gebäude der neuen Talstation entstand daher hinter der alten Talstation, die Kabinen fahren über das denkmalgeschützte Gebäude hinweg.

## Technische Daten (historische Graseckbahn)
Die Seilbahn ging 1953 als erste vollautomatische Seilbahn Deutschlands in Betrieb. Die Anlage verfügte über eine einzigartige Horizontalstütze, die aus einem Felsen seitlich über der Partnachklamm auskragt.
- Seilhöhe in der Talstation: 756 m
- Seilhöhe in der Bergstation: 903 m
- Höhenunterschied: 147 m
- Betriebslänge (schräge Länge): 520 m
- Stützen: 1
- Antriebsstation: Talstation (Antrieb sichtbar hinter Glas)
- Antriebsleistung Motor: 17,5 kW
- mittlere Neigung: 13°
- Seilspanneinrichtung: Spanngewicht (Talstation)
- Tragseildurchmesser: 20 mm
- Zugseildurchmesser: 13 mm
- Fahrbetriebsmittel (Kabinen): 2
- Fassungsvermögen Fahrbetriebsmittel: 5–6 Personen (480 kg) pro Kabine
- Höchstfahrgeschwindigkeit 4 m/s
- Fahrtzeit: ca. 4 Minuten
- größte Förderleistung: 380 Personen.

## Wegpunkte
- Talstation (Partnachklamm): 47° 28′ 12,6″ N, 11° 7′ 5,2″ O
- Stütze: 47° 28′ 4,8″ N, 11° 7′ 12,5″ OKoordinaten: 47° 28′ 4,8″ N, 11° 7′ 12,5″ O
- Bergstation (Forsthaus Graseck): 47° 27′ 59,2″ N, 11° 7′ 17,6″ O